# أوريول خورخي
أوريول خورخي  (بالإسبانية: Oriol Jorge)‏ مواليد 23 مايو 1990، هو لاعب كرة سلة إسباني بدأ مسيرته الاحترافية في سنة 2008. يبلغ طوله 6 قدم 3 بوصة (1.9 م).